# Episodi di Tutti odiano Chris (prima stagione)
La prima stagione della sit-com Tutti odiano Chris è andata in onda negli Stati Uniti dal 22 settembre 2005 all'11 maggio 2005 sul canale UPN. In Italia è andata in onda dall'8 maggio 2006 al 17 luglio 2006 su Paramount Comedy e dal 3 febbraio 2007 al 16 giugno 2007 su Rai 2.
| nº | Titolo originale                | Titolo italiano                    | Prima TV USA      | Prima TV Italia |
| -- | ------------------------------- | ---------------------------------- | ----------------- | --------------- |
| 1  | Everybody Hates the Pilot       | Tutti odiano Chris                 | 22 settembre 2005 | 8 maggio 2006   |
| 2  | Everybody Hates Keisha          | Tutti odiano Keisha                | 29 settembre 2005 | 8 maggio 2006   |
| 3  | Everybody Hates Basketball      | Tutti odiano il basket             | 6 ottobre 2005    | 15 maggio 2006  |
| 4  | Everybody Hates Sausage         | Tutti odiano le salsicce           | 13 ottobre 2006   | 15 maggio 2006  |
| 5  | Everybody Hates Fat Mike        | Tutti odiano quel ciccione di Mike | 20 ottobre 2005   | 22 maggio 2006  |
| 6  | Everybody Hates Halloween       | Tutti odiano Halloween             | 27 ottobre 2005   | 22 maggio 2006  |
| 7  | Everybody Hates the Babysitter  | Tutti odiano la babysitter         | 3 novembre 2005   | 29 maggio 2006  |
| 8  | Everybody Hates the Laundromat  | Tutti odiano la lavanderia         | 10 novembre 2005  | 29 maggio 2006  |
| 9  | Everybody Hates Food Stamps     | Tutti odiano i buoni pasto         | 17 novembre 2005  | 5 giugno 2006   |
| 10 | Everybody Hates Greg            | Tutti odiano Greg                  | 24 novembre 2005  | 5 giugno 2006   |
| 11 | Everybody Hates Christmas       | Tutti odiano il Natale             | 15 dicembre 2005  | 12 giugno 2006  |
| 12 | Everybody Hates A Part-Time Job | Tutti odiano i lavori part-time    | 19 gennaio 2006   | 12 giugno 2006  |
| 13 | Everybody Hates Picture Day     | Tutti odiano la foto scolastica    | 2 febbraio 2006   | 19 giugno 2006  |
| 14 | Everybody Hates Valentine's Day | Tutti odiano San Valentino         | 9 febbraio 2006   | 19 giugno 2006  |
| 15 | Everybody Hates the Lottery     | Tutti odiano la lotteria           | 16 febbraio 2006  | 26 giugno 2006  |
| 16 | Everybody Hates the Gout        | Tutti odiano la matematica         | 2 marzo 2006      | 26 giugno 2006  |
| 17 | Everybody Hates Funerals        | Tutti odiano i funerali            | 23 marzo 2006     | 3 luglio 2006   |
| 18 | Everybody Hates Corleone        | Tutti odiano la scuola             | 13 aprile 2006    | 3 luglio 2006   |
| 19 | Everybody hates Drew            | Tutti odiano Drew                  | 20 aprile 2006    | 10 luglio 2006  |
| 20 | Everybody Hates PlayBoy         | Tutti odiano Playboy               | 27 aprile 2006    | 10 luglio 2006  |
| 21 | Everybody Hates Jail            | Tutti odiano la prigione           | 4 maggio 2006     | 17 luglio 2006  |
| 22 | Everybody Hates Father's Day    | Tutti odiano la Festa del Papà     | 11 maggio 2006    | 17 luglio 2006  |